# Giulio Tommasi
Giulio Tommasi (Scanzano, 13 agosto 1855 – Sant'Angelo dei Lombardi, 15 agosto 1936) è stato un arcivescovo cattolico italiano.

## Biografia
Giulio Tommasi nacque a Scanzano, frazione del comune di Sante Marie, il 13 agosto 1855. A 24 anni venne ordinato sacerdote il 20 dicembre 1879. Divenne parroco di Scanzano e, successivamente, canonico di Pescina.
Il 19 aprile 1897 venne nominato vescovo di Sant'Angelo dei Lombardi e Bisaccia, diocesi vacanti per la morte del vescovo Nicola Lorusso. Ricevette l'ordinazione episcopale a Roma, la Domenica in albis dello stesso anno, dal cardinale Lucido Maria Parocchi. Dovette attendere l'exequatur governativo fino al 16 marzo 1899, in quanto era stato segnalato alle autorità come intransigente, perché aveva incoraggiato l'Opera dei Congressi.
L'11 aprile 1901 partecipò al I congresso cattolico di Salerno.
Nel 1913 volle incominciare la stampa del bollettino diocesano. Nello stesso anno guidò un pellegrinaggio diocesano a Roma, in occasione del centenario costantiniano, nel corso del quale tenne un sermone sulla tomba del beato (oggi santo) Giuseppe Maria Tomasi nella basilica dei Santi Silvestro e Martino ai Monti.
Nel 1921, in occasione del XXV anniversario del suo episcopato, indisse un sinodo diocesano e un congresso eucaristico, due eventi che ebbero una grande risonanza e che venivano celebrati nelle sue diocesi per la prima volta. Compì frequentemente la visita pastorale nelle sue diocesi.
Nello stesso anno fu nominato anche arcivescovo metropolita di Conza, succedendo all'arcivescovo Carmine Cesarano, e il 20 gennaio 1928 fu nominato anche vescovo di Lacedonia. Il 20 marzo dello stesso anno scrisse un'apprezzata lettera pastorale, dal titolo Il grande problema della vita.
Rispetto alla politica, fu ossequiente verso Casa Savoia, propenso al partito popolare, fondò per gli operai il circolo di San Gerardo a Sant'Angelo dei Lombardi, con una cassa di mutuo soccorso, ma si avvicinò al fascismo dopo il Concordato.
Dopo il Terremoto dell'Irpinia e del Vulture del 1930, che distrusse Aquilonia e provocò ingenti danni a Lacedonia e a Monteverde, intervenne, esortando il clero diocesano ai soccorsi.
Combatté il protestantesimo nelle sue diocesi.
Ammalatosi nel 1935, morì il 15 agosto 1936 e venne sepolto a Sant'Angelo dei Lombardi. Visse con grande parsimonia nel cibo, nel vestiario e nel riscaldamento, servendosi del denaro per opere di carità che abitualmente teneva nascoste.

## Genealogia episcopale e successione apostolica
La genealogia episcopale è:
- Cardinale Scipione Rebiba
- Cardinale Giulio Antonio Santori
- Cardinale Girolamo Bernerio, O.P.
- Arcivescovo Galeazzo Sanvitale
- Cardinale Ludovico Ludovisi
- Cardinale Luigi Caetani
- Cardinale Ulderico Carpegna
- Cardinale Paluzzo Paluzzi Altieri degli Albertoni
- Papa Benedetto XIII
- Papa Benedetto XIV
- Papa Clemente XIII
- Cardinale Marcantonio Colonna
- Cardinale Giacinto Sigismondo Gerdil, B.
- Cardinale Giulio Maria della Somaglia
- Cardinale Carlo Odescalchi, S.I.
- Cardinale Costantino Patrizi Naro
- Cardinale Lucido Maria Parocchi
- Arcivescovo Giulio Tommasi

La successione apostolica è:
- Arcivescovo Francesco Maffei (1916)